# Wochenschau Verlag
Der Wochenschau Verlag wurde 1949 von Kurt Debus gegründet und ist ein Fachverlag für politische Bildung. Seit etwa 2000 hat sich das Programm auf Neuerscheinungen aus den angrenzenden Sozialwissenschaften, der Geschichtsdidaktik, der Sozialen Arbeit, dem Ganztagsschulbereich sowie der Jugend- und Erwachsenenbildung ausgeweitet. Der Verlag ist Mitglied im Börsenverein des Deutschen Buchhandels.

## Programm
Im Wochenschau Verlag erscheinen für die Lehrerausbildung der Politik-, Geschichts- und Wirtschaftsdidaktik wichtige Publikationen, wie beispielsweise das „Handbuch politische Bildung“ von Wolfgang Sander oder die Fachzeitschrift „Politische Bildung“.

### Fachzeitschriften
- Wochenschau für politische Erziehung, Sozial- und Gemeinschaftskunde
- Politische Bildung. Hrsg. von Peter Massing, Gotthard Breit, Johannes Varwick, Stefan Schieren, Uwe Andersen und Wichard Woyke
- Polis: Report der Deutschen Vereinigung für politische Bildung (DVPB)
- Politikum – Analysen, Kontroversen, Bildung
- Zeitschrift für Menschenrechte (zfmr)
- kursiv – journal für politische Bildung
- Geschichte für heute: Bundeszeitschrift des Verbandes der Geschichtslehrer Deutschland.
- Zeitschrift für Geschichtsdidaktik. Hrsg. von der Konferenz für Geschichtsdidaktik

### Buchreihen
„Forum Historisches Lernen“
Die Reihe Forum Historisches Lernen enthält eher fachwissenschaftlich ausgerichtete Beiträge, allerdings auch Handbücher für den Geschichtsunterricht und das Fachwörterbuch Geschichtsdidaktik.
 „Fundus - Quellen für den Geschichtsunterricht“
Die Reihe Fundus - Quellen für den Geschichtsunterricht bietet Quellen für den Geschichtsunterricht:
„Geschichte unterrichten“
In der Buchreihe „Geschichte unterrichten“ erscheinen Einzelbeiträge zu verschiedenen Detailthemen des Geschichtsunterrichts:
„Geschichtsunterricht praktisch“
In der Buchreihe „Geschichtsunterricht praktisch“ erscheinen in Modulen aufgeteilte, wenige Seiten umfassende Bände zu Spezialthemen für den Geschichtsunterricht.
„Kleine Reihe - Geschichte“
In der Buchreihe „Kleine Reihe - Geschichte“ erscheinen Monografien, die verschiedene Aspekte des Geschichtsunterrichts beleuchten und aufbereiten:
„Kleine Reihe - Hochschuldidaktik Geschichte“
In der Buchreihe „Kleine Reihe - Hochschuldidaktik Geschichte“ erscheinen Monografien, die verschiedene Aspekte der Hochschuldidaktik der Geschichte beleuchten und aufbereiten:
 „Methoden historischen Lernens“
In der Buchreihe „Methoden historischen Lernens“ erscheinen Monografien, die verschiedene Aspekte der Geschichtsdidaktik für den Geschichtsunterricht beleuchten und aufbereiten:

## Verlagsverzeichnis
- Schule Politik – politische Bildung im Schulunterricht
- Schule Geschichte – Publikationen zum Geschichtsunterricht
- Erwachsenenbildung – politische Bildung für Erwachsene
- Jugendbildung – Publikationen für die Jugendbildung
- Universität – Bücher und Zeitschriften für Studierende und Dozenten
- Politik – Publikationen zum Thema „Politik“ im Allgemeinen

## Ursula-Buch-Preis
Seit 2008 vergibt die Gesellschaft für Politikdidaktik und politische Jugend- und Erwachsenenbildung den nach der Verlegerin des Wochenschau Verlags benannten Ursula-Buch-Preis. Der vom Verlag gestiftete Preis wird an herausragende Nachwuchswissenschaftler aus den Bereichen der Lehr-/Lernforschung und der Politikdidaktik vergeben. Bisherige Preisträger sind Sabine Manzel (2008), Kerstin Pohl (2013), Matthias Busch (2016), Sophie Schmitt (2018) und Dorothee Gronostay (2020).